# Лезбијски феминизам
Лезбијски феминизам је културни покрет и критичка перспектива, најутицајнији у 1970-им и раним 1980-им (првенствено у Северној Америци и Западној Европи), који охрабрује жене да усмеравају своју енергију према другим женама, а не према мушкарцима, и често заговарају лезбијство као логичан резултат феминизма.
Кључне мислитељке и активисткиње су Шарлот Банч, Рита Меј Браун, Адриен Рич, Одри Лорд, Мерилин Фрај, Мари Дали, Шила Џефриз, Барбара Смит, Пат Паркер, Маргарет Слоун-Хантер, Шерил Кларк, Глорија Анзалдуа, Чери Морага, Моник Витиг и Сара Ахмед (мада се последња два имена чешће везују за појаву квир теорије).
лезбијски феминизам настао је почетком 1970-их због незадовољства феминизмом другог таласа и покретом за ослобођење хомосексуалаца.
Као што је изјавила лезбијска феминисткиња Шила Џефриз, лезбијски феминизам се појавио као резултат два процеса: „лезбијке из покрета за ослобађање жена су почеле да стварају нову, изразито феминистичку политику лезбијки, док су лезбијке из покрета за ослобођење хомосексуалаца напустиле исти како би се придружиле својим сестрама”.
Према водећој канадској новинарки и феминистичкој активисткињи, Џуди Ребик, лезбијке су биле и заувек биће у срцу женског покрета, док су њихова питања била невидљива у истом покрету.
Црни лезбијски феминизам појавио се као одговор на лезбијски феминизам који није успео да укључи питања класе и расе као извора угњетавања заједно са хетеросексуалношћу.
Једна од кључних тема лезбијског феминизма је анализа хетеросексуалности као институције. лезбијски феминистички текстови раде на денатурализацији хетеросексуалности и, на основу те денатурализације, на истраживању корена хетеросексуалности у институцијама као што су патријархат, капитализам и колонијализам. Поред тога, лезбијски феминизам заговара лезбијство као рационални резултат отуђења и незадовољства овим институцијама.